# 国際連合安全保障理事会決議137
国際連合安全保障理事会決議137（こくさいれんごうあんぜんほしょうりじかいけつぎ137 英: United Nations Security Council Resolution 137）は、1960年5月31日に採択された決議。同年5月8日に死去した国際司法裁判所の判事であるハーシュ・ラウターパクト卿の死去により、国際司法裁判所の規約に則って国際連合総会の第15会期中に判事の補充選挙を実施することを決定した。
なお、この決議は無投票で採択された。